# Fergus Suter
Fergus Suter (ur. 21 listopada 1857 w Glasgow, zm. 31 lipca 1916 w Blackpool) – szkocki piłkarz, zawodnik klubów Partick F.C., Darwen F.C. i Blackburn Rovers F.C.

## Kariera

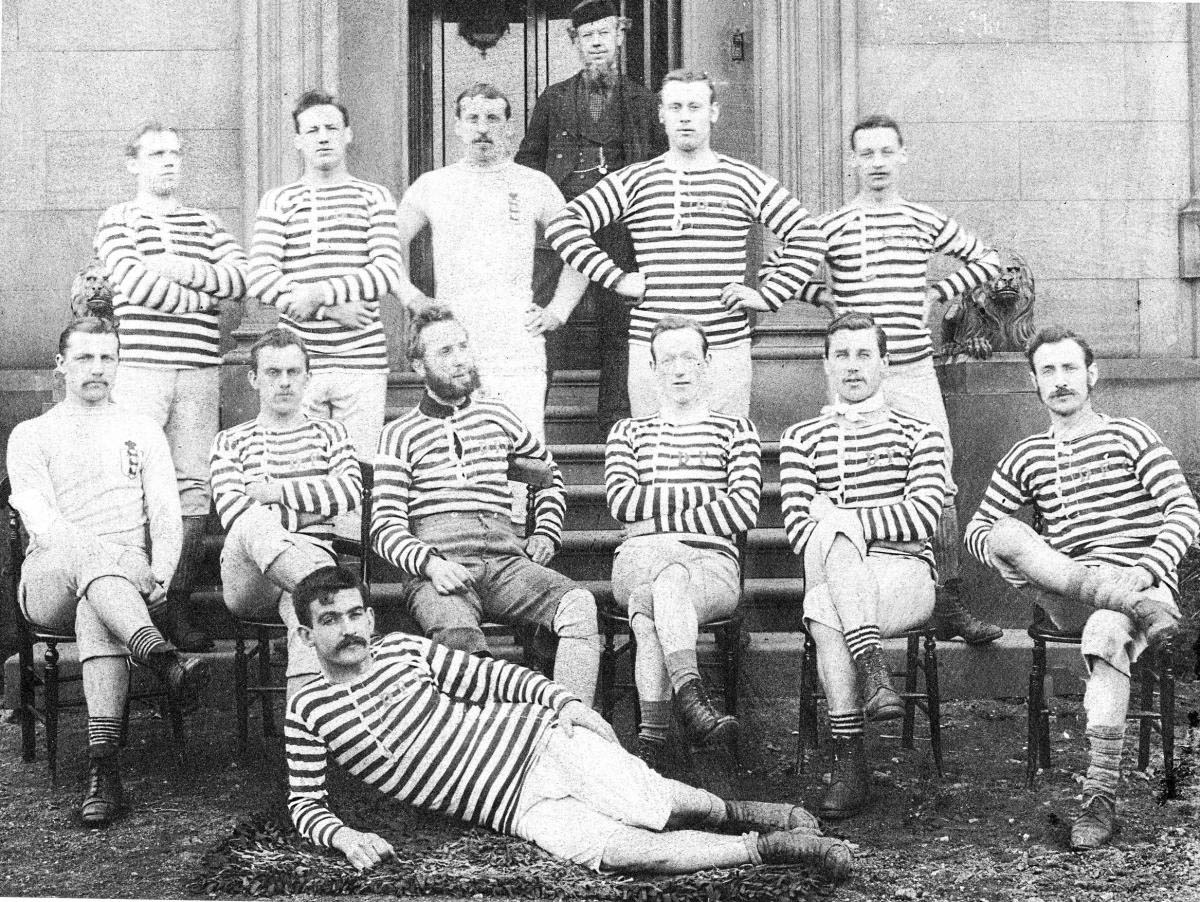
Fergus Suter (na dole) w składzie Darwen F.C., rok 1879

W latach 70. XIX wieku pracował w Glasgow jako kamieniarz. Grał także w Partick F.C., gdzie zwrócił na niego uwagę William Kirkham, właściciel zakładu z branży włókienniczej oraz klubu piłkarskiego w Darwen.
Grę w Darwen F.C. rozpoczął w 1878 roku. W tym samym roku do tego klubu przeszedł z Partick również inny zawodnik, James Love. Oficjalnie Suter był zatrudniony w zakładzie tkackim należących do właściciela klubu, w praktyce miał jednak przyzwolenie na niepracowanie. Otrzymywanie wynagrodzenia za grę było wówczas niezgodne z zasadami Związku Piłkarskiego – do 1885 roku w rozgrywkach mogły brać udział wyłącznie kluby amatorskie. W sezonie 1878/79 Darwen F.C. dotarł do ćwierćfinału Pucharu Anglii, w którym odpadł z Old Etonians F.C. dopiero w trzecim meczu (dwa pierwsze zakończyły się remisami).
W roku 1880 przeszedł do Blackburn Rovers. Wkrótce po przejściu zawodnika, 27 listopada 1880 roku, został rozegrany mecz towarzyski pomiędzy Blackburn a Darwen, który został przerwany z powodu zamieszek. Przejście Sutera do Blackburn mogło być pierwszym gotówkowym transferem w historii piłki nożnej. Nowy klub miał zapłacić za przejście zawodnika 100 funtów, choć nie ma na to dowodów.
Wraz z Blackburn Rovers trzykrotnie zdobył Puchar Anglii: w latach 1884, 1885 i 1886. Wcześniej, w 1882, klub doszedł do finału tych rozgrywek, w którym przegrał z Old Ethonians. W sezonie 1888/89, w którym wystartowały rozgrywki ligowe, Suter rozegrał tylko jeden mecz. Po sezonie opuścił klub.
Wyróżniał się bardzo dobrą techniką, zwłaszcza grą podaniami. Bywa uznawany za pierwszego zawodowego piłkarza w historii. Znacznie przyczynił się do profesjonalizacji piłki nożnej i zmiany stylu gry.

## W kulturze
Jest jednym z głównych bohaterów serialu Angielska gra z 2020 roku, w jego rolę wcielił się Kevin Guthrie.